# Норт-Манкейто (Міннесота)
Норт-Манкейто (англ. North Mankato) — місто (англ. city) в США, в округах Ніколлет і Блю-Ерт штату Міннесота. Населення — 14 275 осіб (2020).

## Географія
Норт-Манкейто розташований за координатами 44°10′50″ пн. ш. 94°2′12″ зх. д. / 44.18056° пн. ш. 94.03667° зх. д. (44.180673, -94.036801).  За даними Бюро перепису населення США в 2010 році місто мало площу 15,49 км², з яких 15,19 км² — суходіл та 0,30 км² — водойми.

## Демографія
Згідно з переписом 2010 року, у місті мешкали 13 394 особи в 5580 домогосподарствах у складі 3553 родин. Густота населення становила 865 осіб/км².  Було 5864 помешкання (378/км²).
Расовий склад населення:
| - 93,9 % — білих - 2,1 % — чорних або афроамериканців - 1,7 % — азіатів - 0,2 % — корінних американців |

До двох чи більше рас належало 1,3 %. Частка іспаномовних становила 3,0 % від усіх жителів.
За віковим діапазоном населення розподілялося таким чином: 23,7 % — особи молодші 18 років, 64,4 % — особи у віці 18—64 років, 11,9 % — особи у віці 65 років та старші. Медіана віку мешканця становила 35,5 року. На 100 осіб жіночої статі у місті припадало 97,4 чоловіків;  на 100 жінок у віці від 18 років та старших — 94,8 чоловіків також старших 18 років.
Середній дохід на одне домашнє господарство  становив 70 412 долари США (медіана — 55 440), а середній дохід на одну сім'ю — 85 167 доларів (медіана — 68 545). Медіана доходів становила 46 119 доларів для чоловіків та 40 935 доларів для жінок. За межею бідності перебувало 9,2 % осіб, у тому числі 8,7 % дітей у віці до 18 років та 8,1 % осіб у віці 65 років та старших.
Цивільне працевлаштоване населення становило 7827 осіб. Основні галузі зайнятості: освіта, охорона здоров'я та соціальна допомога — 29,1 %, виробництво — 21,4 %, роздрібна торгівля — 8,9 %, мистецтво, розваги та відпочинок — 7,9 %.